# プッシュ戦略
プッシュ戦略（プッシュせんりゃく）とは商学用語の一つで、メーカーが自社の製品の販売を有利にするために販売者に対して働きかけるという経営戦略である。
具体的にはメーカーから販売店に説明員や店員を派遣したり、景品や資金を供与したり、その他サービスの提供が行われている。このことからメーカーは商業者の持つ影響力と連動するということで、消費者に対して自社の商品の販売を推し進めている。パナソニックは伝統的に全国にパナソニックの専門店を持つというプッシュ戦略を行ってきた。
プッシュ戦略の対義語としてプル戦略がある。